# 賈里德·科恩
賈里德·麥可·科恩（英語：Jared Michael Cohn）是一名美國男導演、編劇、演員和製片人。他曾執導過多部The Asylum發行的B級片，且他的電影大多以DVD首映的方式發行。較知名的電影作品如《天生壞種》（2011年）、《環大西洋》（2013年）和《巴迪·哈钦斯》（2015年）。此外，科恩也常在自己的作品和其他多部B級片中客串演出。

## 早期生活
賈里德·科恩出生於紐約市，並畢業於紐約科技學院的美術學士學位。

## 個人生活
除了電影製作人外，科恩也是名攝影師、剪輯師及Adobe After Effects的用戶。此外，他也是少林拳法空手道聯盟的黑带成員、職業級的漆彈玩家和獲得認證的潛水員。他和自己的工作團隊都曾獲得了媒體的報導。科恩目前住在加利福尼亞州洛杉磯，並已與模特兒兼演員莎拉·瑪拉庫爾·連妮訂婚。

## 作品列表
- 2009：《The Carpenter: Part 1 - And So They Die》（掛名為Jared Michaels）
- 2011：《天生壞種（英语：Born Bad）》
- 2011：《Underground Lizard People（英语：Underground Lizard People）》
- 2012：《比基尼激情春假》（Bikini Spring Break）
- 2012：《屏住呼吸（英语：Hold Your Breath (film)）》
- 2012：《厲嬰（英语：12/12/12 (film)）》
- 2013：《環大西洋》
- 2014：《女監風雲》（Jailbait）
- 2015：《捆綁我愛著我（英语：Bound (2015 film)）》
- 2015：《Hulk Blood Tapes》
- 2015：《巴迪·哈钦斯（英语：Buddy Hutchins）》
- 2015：《God's Club》
- 2016：《魔鬼域》（Devil's Domain）
- 2016：《嗜血小紅帽（英语：Little Dead Rotting Hood）》
- 2016：《好萊塢求夢記》（Wishing for a Dream）
- 2016：《群鬥》（The Horde）
- 2016：《邪惡的保姆》（Evil Nanny，電視電影）
- 2017：《超世紀爭霸：王者再臨》（King Arthur and the Knights of the Round Table）
- 2017：《女監風雲：全面監禁》（Locked Up）
- 2017：《Death Pool》
- 2017：《我的美好慾望》（After School Special）
- 2017：《The Domicile》
- 2017：《Halloween Pussy Trap Kill Kill》
- 2018：《環大西洋2：重生時刻》
- 2019：《心力交瘁》（Stressed to Death，電視電影）
- 2019：《恶魔的复仇》（Devil's Revenge）
- 2019：《抹消他的過去》（Erasing His Past，電視電影）
- 2019：《神经病闺蜜》（Psycho BFF，電視電影）
- 2019-2020：《相遇（英语：The Encounter (TV series)）》（3集）
- 2020：《空难生还乐队（英语：Street Survivors: The True Story of the Lynyrd Skynyrd Plane Crash）》
- 2020：《玩命街頭：9死一生》（Fast and Fierce: Death Race）
- 2020：《Her Deadly Groom》（電視電影）
- 2020：《鯊魚沒有假期》（Shark Season）
- 2020：《Killer Advice》
- 2021：《浪逃鯊》（Swim）
- 2021：《Party from Hell》（電視電影）
- 2021：《Cheer for Your Life》（電視電影）
- 2021：《Alien Predator War》
- 2021：《登门入弑》（A Stalker in the House）
- 2021：《終極攻佔》
- 2021：《A Daughter's Deceit》（電視電影）
- 2022：《街道之王》（Lord of the Streets）
- 2022：《血仇生死鬥（英语：Vendetta (2022 film)）》
- 2022：《超级火山》（Super Volcano，電視電影）
- 2022：《20.0级大地震》（20.0 Megaquake，電視電影）
- 2023：《Ice Storm》（電視電影）
- 2023：《The Getback》

## 外部連結
- 賈里德·科恩在互联网电影资料库（IMDb）上的資料（英文）
- 官方网站
- Traplight Media